# TimeSquare
TimeSquare, ook aangeduid als Dream mixes volume 2, is een studioalbum van Tangerine Dream. In aansluiting op The dream mixes doken Edgar en Jerome (en vooral die laatste) twee jaar later weer de Eastgate geluidsstudio in Wenen om een aantal stukken van henzelf te bewerken en te voorzien van meer ritmische structuur. Ten opzichte van dat eerste album zijn er twee verschillen. Ten eerste bevat het album uiteindelijk maar twee bewerkte stukken, de rest bestaat uit nieuw werk. De toegevoegde beat in de bewerkte stukken is veel minder nadrukkelijk aanwezig dan op het eerste album in die serie.  
Het album verscheen in december 1998 opnieuw in de Dream Dice-box.

## Musici
- Edgar Froese, Jerome Froese – synthesizers, elektronica

## Muziek
| Nr. | Titel                                       | Duur  |
| --- | ------------------------------------------- | ----- |
| 1.  | Mobocaster (1997-mix)                       | 7:24  |
| 2.  | Jungle Jacula                               | 8:41  |
| 3.  | Towards the evening star (Blue gravity mix) | 8:38  |
| 4.  | Digital sister                              | 7:10  |
| 5.  | Pixie pirates                               | 6:53  |
| 6.  | Culpa levis                                 | 10:08 |
| 7.  | TimeSquare                                  | 8:42  |

CD1: Ambient monkeys ·
CD2: Atlantic bridges ·
CD3: Atlantic walls ·
CD4: Dream encores ·
CD5: The dream mixes ·
CD6: Dream mixes volume 2 ·
CD7: The Hollywood years, volume 1 ·
CD8: The Hollywood years, volume 2 ·
CD9: Oasis ·
CD10: Quinoa ·
CD11: Tournado ·
CD12: Transsiberia ·
CD13: Ça va – ça marche – ça ira encore